# Јоргос Барцокас
Јоргос Барцокас (грч. Γιώργος Μπαρτζώκας; Атина, 11. јун 1965) бивши је грчки кошаркаш, а садашњи кошаркашки тренер. Играо је на позицији крилног центра. Тренутно је тренер Олимпијакоса.

## Каријера
Барцокас је водио Маруси, Олимпију из Ларисе и Паниониос пре него што је 2012. године преузео Олимпијакос. Са Олимпијакосом је 2013. године освојио Евролигу и ФИБА Интерконтинентални куп. У сезони 2012/13. проглашен је и најбољим тренером Евролиге. У сезони 2015/16. је био тренер Локомотиве Кубањ. Локомотиву је одвео на фајнал фор Евролиге, што је био највећи међународни успех у историји овог клуба. У сезони 2016/17. био је тренер Барселоне. Дана 30. јуна 2017. потписао је двогодишњи уговор са Химкијем.

## Тренерски успеси

### Клупски
- Олимпијакос:
  - Евролига (1): 2012/13.
  - Интерконтинентални куп (1): 2013.
  - Првенство Грчке

(2): 2021/2022, 2022/2023
- - Куп Грчке (3): 2022,2023,2024.

### Појединачни
- Тренер године Евролиге (2): 2012/13, 2021/22.